# Ян Гінча з Роґова
Ян Гінча з Роґова гербу Дзялоша (нар. бл. 1400 — пом. 4 лютого 1474) — військовий і державний діяч, дипломат Королівства Польського, каштелян розпшанський (1443—1453), підскарбій королівський (1447—1460), каштелян сєрадзький (1453—1460), сандомирський (1460—1474); староста радомський (1440—1461), іновроцлавсько (1452—1463—?1474)-нешавський (1452—1456), ґолюбський (1472—1474), хенцинський (1442?–1472–1474); тенутарій бжезьницький (початок 1430-х?—1435—1438), пиздрський (1447/1448—1474), кшепицький (між 1452 і 1457—1474), клобуцький (1457—1474), паєнчанський (1457—1474), кольський (1463—1474).

## Життєпис
Народився Ян близько 1400 року. Був другим сином підскарбія королівського Гінчки з Роґова та його дружини Офки. Мав двох братів і двох сестер.
Вперше згадується в документах у березні 1423 року в зв'язку з укладенням передшлюбної умови з чорштинським старостою Абрамом Чорним з Ґощиців про шлюб з його донькою Маґдаленою. Як віно, батько мав передати Чорштинське староство своєму зятеві, проте цей шлюб не відбувся й староство Гінча не обійняв.
У 1420—х роках Ян Гінча був королівським придворним, перебував серед близького оточення четвертої дружини Владислава Яґайла Софії Гольшанської. 1427 року, разом із Пйотром Куровським, Вавжинцем Зарембою, Яном Краскою з Любниці, Пйотром і Добєславом зі Щекоцинів та Яном Конецпольським, був звинувачений у перелюбі з королевою. За реляцією Яна Длуґоша, на Яна падали найбільші підозри, він був заарештований, утік із в'язниці, проте був знову спійманий і ув'язнений у Хенцинській фортеці. В історіографії усталилася думка, що висунуті звинувачення щодо цього лицаря були правдивими й між ним і королевою існував певний «любовний» зв'язок. Проте, наразі цьому не знайдено будь-яких достовірних підтверджень.
Після складання того ж року королевою перед краківським єпископом Збіґнєвом Олешніцьким очищувальної присяги, усі звинувачення були зняті. Ян Гінча був звільнений, імовірно, близько 5 січня 1429 року. У наступному звинуваченні проти Софії, висунутому 1431 року Яном Страшем із Бялачова, він уже не був підозрюваним, до того ж, справа була розглянута дуже швидко, а покараним був лише її привідця.
Орієнтовно на початку 1430-х років він міг отримати в спадок від матері Бжезьницьку тенуту, якою вона володіла від 1426 року. Влітку 1433 року взяв участь у війні з Тевтонським орденом.
4 липня 1435 року Ян Гінча в Легниці склав присягу князеві бжезькому та легницькому Людвіку II. Можливо, він перебував у Сілезії за доручення Владислава III Варненчика для налагодження тісніших контактів із цим князем. Імовірно також, що він вирішував свої маєткові справи, зокрема — щодо продажу належних йому Карловиців (нім. Ketzerdorﬀ). У документі вжито титулування нім. Heyncze von Rogaw hewptmann zur Bresnicz auﬀ Ketzerdorﬀ. До документу привішена печатка з видозміненим гербом Дзялоша та написом готичними мініатюрними літерами:
sigillu(m) / heyncze / de r[oga]we /
З початком правління Владислава III Ян Гінча зблизився з угрупованням, яке Ян Длуґош назвав «юніорами» (лат. iuniores). Окрім нього, туди входили Спитек із Мельштина, Анджей із Тенчина, Абрам Ґловач зі Збоншиня, Дзєрслав із Ритв'ян. Це угруповання всіляко підтримувало королеву Софію Гольшанську, схвалювало чеську політику Владислава III (у зв'язку з чим воно вважалося прогуситським) й протистояло впливовому краківському єпископу Збіґнєву Олешніцькому. Після укладення 3 травня 1439 року власної конфедерації, Спитек із Мельштина вирішив напасти на Нове Місто Корчин і викрасти представників партії Олешніцького, зокрема його брата Яна Ґловача. Двоє його количніх прибічників, імовірно, Ян Гінча з Роґова та Добєслав зі Щекоцинів, повідомили короля та, мабуть, королеву про його плани. Незважаючи на це, Спитек напав на місто, але присутні там учасники зборів встигли сховатися в замку. Мельштинський через деякий час переніс свій табір до вигину річки Ніда, біля села Ґротники. В битві під Ґротниками 6 травня війська Спитка з Мельштина були розбиті королівським військом на чолі з Яном Гінчею та Добєславом зі Щекоцинів, а сам Спитек загинув.
Відтоді Ян Гінча з Роґова наблизився до оточення короля Владислава Варненчика. Можливо, як нагороду за попередні дії Ян Гінча в червні того ж року отримав два записи на тенуті бжезьницькій на загальну суму 700 гривень. У березні 1440 року Ян Гінча з Роґова став старостою радомським. У травні того ж року він увійшов до когорти польських лицарів, які супроводжували короля під час його поїздки до Угорщини. У травні 1442 року разом із Яном зі Щекоцинів був поранений біля Егера, в листопаді повернувся до Польщі. Цього ж року він отримав запис на 400 гривень на ключі радошицькому, який входив до староства хенцинського. Ймовірно, саме тоді Роґовський отримав все староство, оскільки попередній староста Стефан з Опорова востаннє згадується 1441 року. Власне, як староста хенцинський Ян Гінча згадується лише 1472 року.
9 січня 1443 року вперше згадується в документах на посаді каштеляна розпшанського. У травні 1444 року разом із Яном «Ташкою» Конецпольським, Міколаєм Шарлейським і Вінцентієм Шамотульським у переговорах з тевтонськими лицарями.
25 червня 1447 року Ян Гінча взяв участь у коронації Казимира IV Ягеллончика. У серпні новий монарх призначив Яна підскарбієм королівським. Останній з часом став одним із найближчих соратників короля. Під час каденції Яна Гінчі на посаді підскарбія нагальною потребою стало наповнення скарбниці, особливо під час Тринадцятирічної війни. З цим пов'язане збирання надзвичайного податку в 1447, 1453, 1454, 1455, 1456, 1457, 1458 і 1459 роках. Приблизно в 1447 чи 1448 році отримав тенуту пиздрську.
У березні 1452 року Ян Гінча з Роґова отримав староство іновроцлавсько-нешавське (останнє 1456 року було виділене зі староства іновроцлавського й надане Янові Кошцєлецькому). Через нього та інших прикордонних старостів король підтримував контакти з Прусським союзом. Наприкінці червня 1453 року Ян отримав посаду каштеляна сєрадзького.
На рубежі 1453/1454 років Ян Гінча з Міколаєм Шарлейським активно виконували дипломатичну місію Казимира IV серед керівництва Прусського союзу, готуючи майбутній збройний виступ проти тевтонців та інкорпорацію Пруссії до складу Королівства Польського. Гінча в Дибовському замку таємно зустрічався з членами міської ради Старого Торуня, приймав представників Прусського союзу, серед яких — його лідера Яна Бажинського.
Здебільшого як дипломат, він узяв участь у Тринадцятирічній війні. Зокрема, входив до складу польських делегацій на безрезультатних переговорах з тевтонцями 25 вересня 1455 року в Пеньонжковому та червні-липні 1464 року в Торуні, а також, у переговорах 14 жовтня 1457 року в Прабутах, на яких було підписане 9-місячне перемир'я. 1 травня 1457 року супроводжував короля під час його урочистого в'їзду до Ґданська, пізніше, ймовірно, був присутнім при переговорах Казимира Ягеллончика з шведським королем-вигнанцем Карлом VIII. Зрештою, він став гарантом другого Торунського миру 1466 року, яким закінчилася Тринадцятирічна війна. До договору Гінча привісив свою печатку з гербом Дзялоша. У полі печатки розміщено родовий герб Дзялоша — ріг оленя з п'ятьма зубцями та крило орла в древку. Герб оточений тристоронньою стрічкою, переплетеною з трьохарковою розеткою, на якій готичним мінускулом вирізьблено напис:
+ s ◦ hincza ◦ de ◦ rogow ◦
У вересні 1457 року Ян Гінча відрікся на користь короля від усіх сум, записаних йому на тенутах бжезьницькій, кшепицькій, клобуцькій і паєнчанській, зберігши їх у своєму пожиттєвому володінні. На з'їзді в Пйотркуві в січні 1459 року йому був переданий нагляд за соляними жупами. Швидше за все, Ян відмовився, оскільки ніколи не виступав у документах їхнім адміністратором. У грудні 1460 року король позбавив Яна Гінчу від урядів королівського підскарбія та каштеляна сєрадзького, призначивши його натомість каштеляном сандомирським.
У січні 1463 року він отримав пожиттєво тенуту кольську з замком та містом Брдув і навколишніми селами. Близько 1472 року він отримав староство ґолюбське.
Ян Гінча з Роґова помер бездітним 4 лютого 1474 року. Був похований у збудованій ним каплиці у Вавельській катедрі.

## Сім'я
Гінча був одружений із Доротою Козєґловською гербу Лис, донькою каштеляна сондецького Кристина з Козєґловів. Подружжя не мало дітей, маєток успадкували внуки сестри Гінчі, Малґожати — Ієронім, Ян і Якуб Кобилянські.

## Маєтності та фундації
Після смерті батька та обох братів він успадкував родинний маєток. На початку своєї кар'єри він володів лише кількома селами у Велюнській, Сєрадзькій і Краківській землях. 1438 року Ян Гінча продав, імовірно, залишок родинних сілезьких маєтностей, зокрема Карловиці.
Протягом свого життя та діяльності він став власником двох міст (Козьмін і Дзялошин), двох замків (Козьмінського і Міровського), близько 50 сіл, у тому числі трьох маєткових ключів — Дзялошинського, Козьмінського та Міровського, численних поселень навколо Кола, Пиздрів і Сєрадза, а також будинки в Кракові, Новому Місті Корчині та Торуні. Його магнатський маєток доповнювався староствами, королівськими тенутами та селами, а також орендою церковних маєтків. Завдяки своїй службі монархії він, безсумнівно, був одним із найбагатших людей свого часу.
Володіючи великими маєтностями та не маючи нащадків, Ян Гінча здійснив багато фундацій. 1459 року він збудував новий Костел Святої Аґнєшки в Кракові й кляштор, де оселилися черниці-бернардинки. В Колі він заснував 1466 року костел і монастир бернардинів, а також, 1471 року заснував колегіум з семи монахів-мансіонарів при фарному костелі. У Кшепицях він відбудував спалений костел і заклав 1466 року кляштор каноніків регулярних Святого Августина. Він був фундатором костелів у багатьох належних йому селах — у родинному Роґові, Пажимєхах, Щитах, Дзялошині та Трембачові. Був жертводавцем і благодійником костелу Святого Бернардина в Кракові й монастиря при ньому, монастирів домініканців у Кракові, каноніків Гробу Господнього в Мєхові та каноніків регулярних Латеранських у Мстові. Він здійснив пожертви костелам у Колі, Козьміні, Кракові, Познані, Шамотулах і Торуні, а також краківським шпиталям і лепрозоріям.
У липні 1471 року записав 200 гривень Краківському університету.
1459 року розпочав будівництво родової усипальниці — каплиці Гінчі з Роґова у Вавельській катедрі. Каплиця під назвою Святих Невинних немовлят була освячена єпископом Яном Лютеком 1 липня 1465 року. У ній були перепоховані батько Гінчка з Роґова, брат Генрик, а після смерті — й сам Ян Гінча. Розписи виконані фресками з відчутним русько-візантійським стилем. У заповіті записав срібний посуд Вавельській катедрі. Каплиця була ліквідована 1773 року.

Залишки фресок колишньої каплиці Гінчі з Роґова
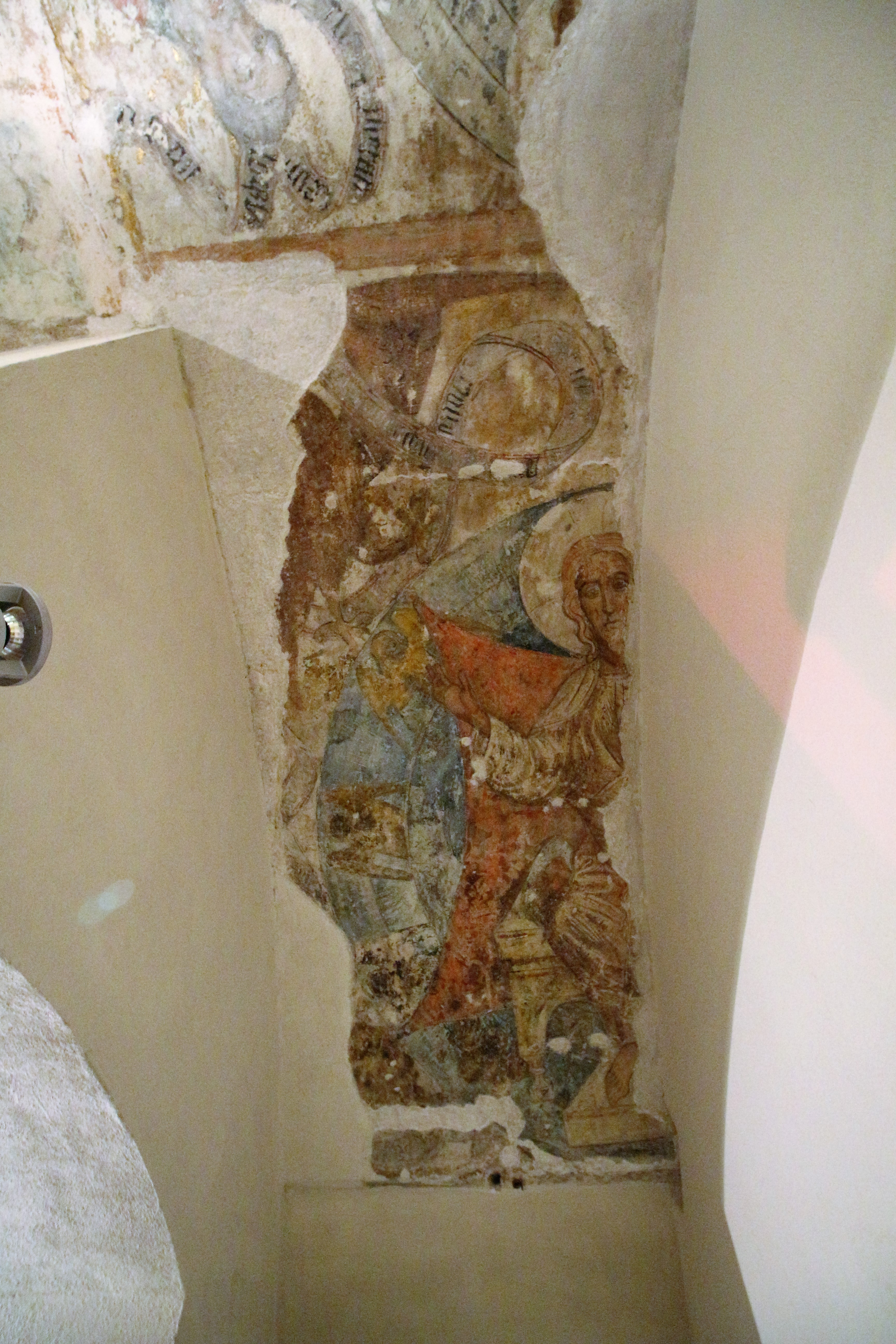
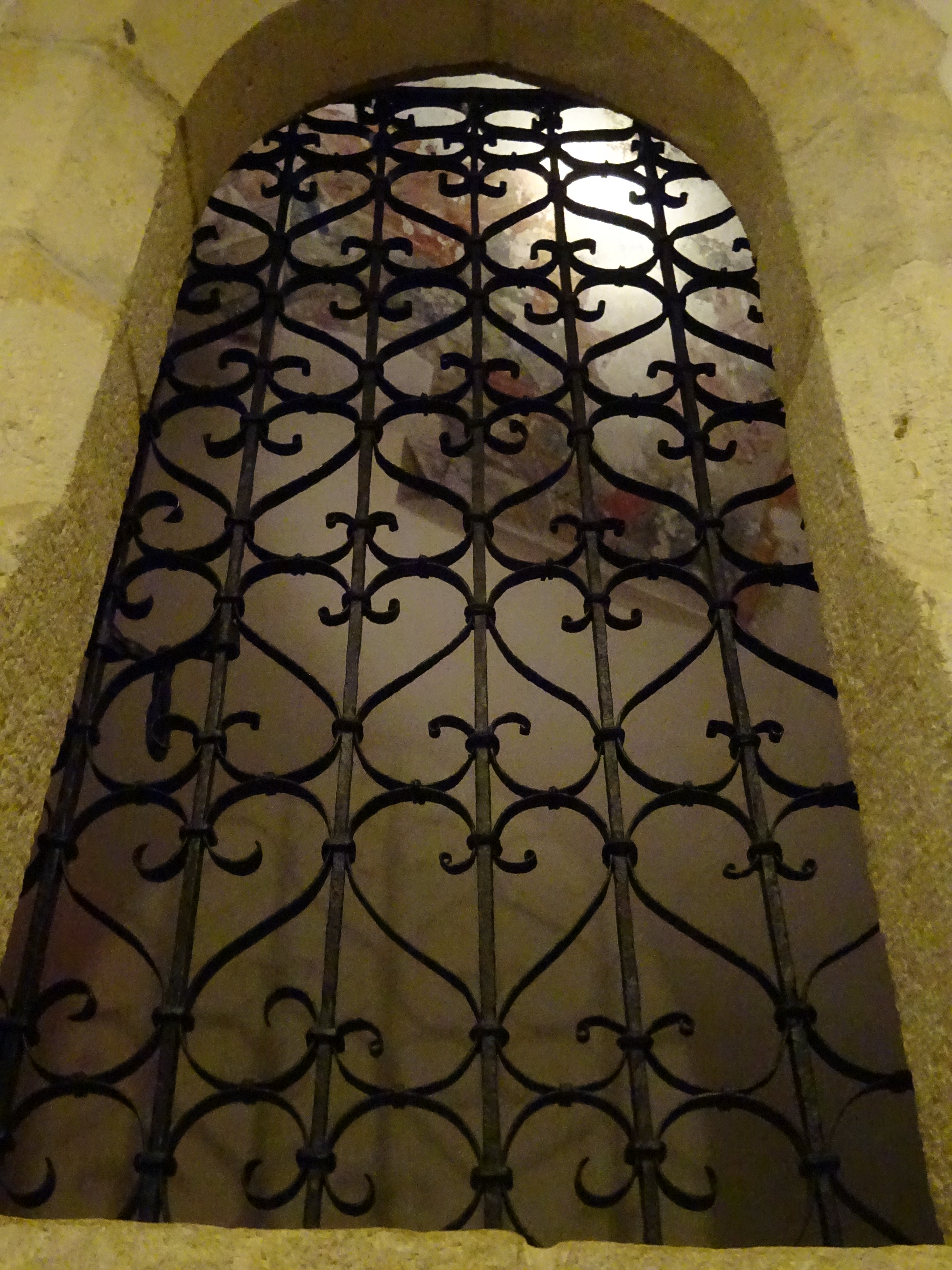
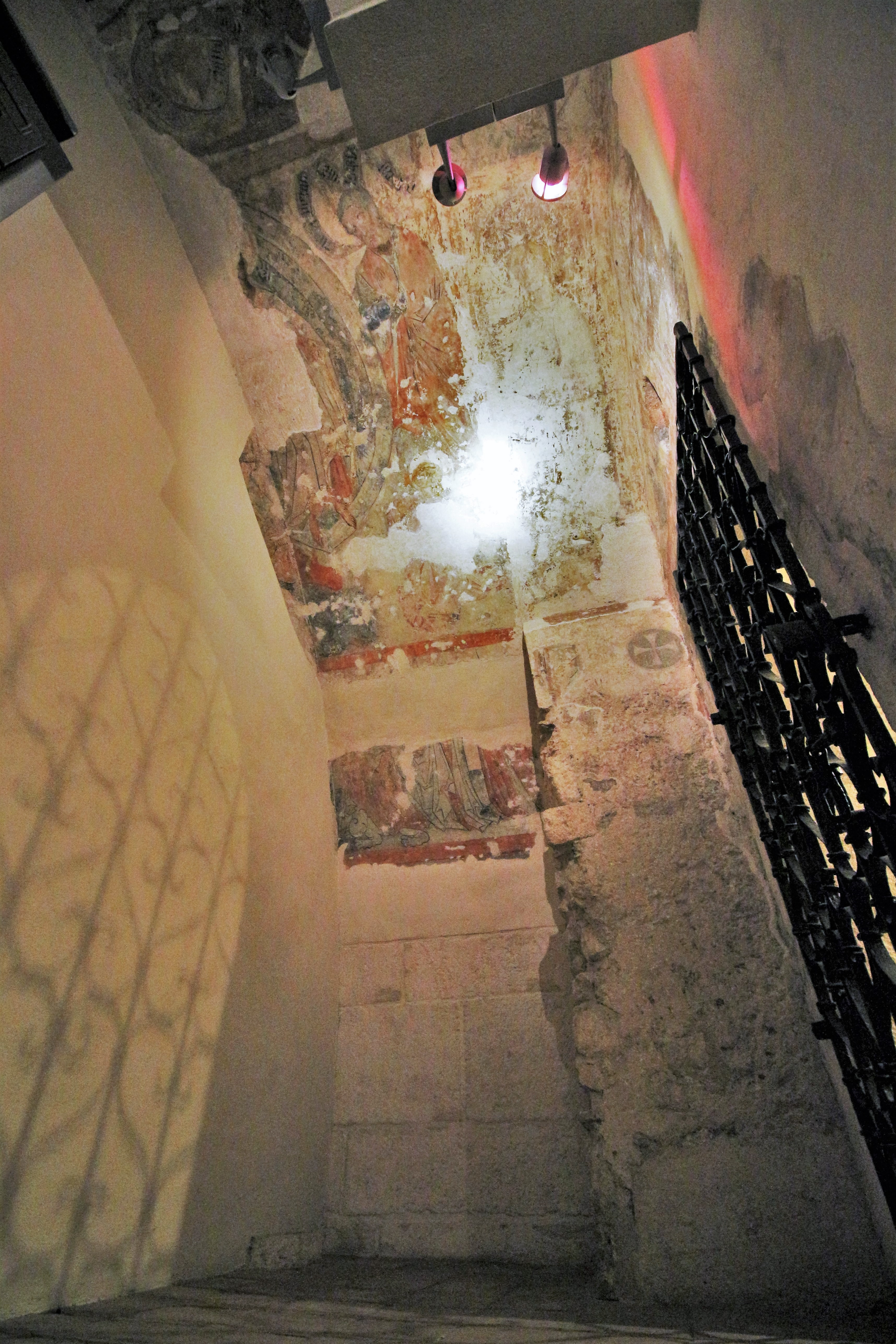